# Anatoli Georgijewitsch Skurow
Anatoli Georgijewitsch Skurow (russisch Анатолий Георгиевич Скуров; * 7. Dezember 1952) ist ein russischer Oligarch.

## Werdegang
Skurow schloss im Jahr 1975 die Ausbildung an der Bergbauabteilung des Polytechnischen Instituts Tula ab und arbeitete anschließend im Kopeisker Maschinenbaubetrieb im Oblast Tscheljabinsk, einem großen Hersteller von Untertage-Bergbaumaschinen und -ausrüstungen. Im Jahr 1988 wurde er zum leitenden technischen Konstrukteur und Leiter des Konstruktionsbüros des Werks ernannt. Er überwachte die Erprobung und Einführung neuer Bergbauausrüstungen in den Bergwerken von Kusbass, Donbass und Kasachstan und war Mitglied des sowjetischen Bergbauministeriums.
Im Jahr 1991 promovierte Skurow über die Entwicklung effizienter Bergbauausrüstung und -maschinen.
Im Jahr 1994 wechselte er vom Kopeisker Maschinenbaubetrieb zum Kohleproduzenten Rosugol, wo er die Position eines leitenden Konstrukteurs in der Abteilung für Bergbauausrüstung übernahm.
1995 gründete er mit Anatoly Smolyaninov und Valentin Bukhtoyarov das Kohlebergbauunternehmen Sibuglemet Holding, dessen Generaldirektor er bis 2003 war und im Anschluss deren Präsident. Einen Teil der Vermögenswerte der Holdinggesellschaft wurde 2013 verkauft.
Im Jahr 2011 beteiligte sich Skurow am Konzern Uralkali, zudem hatte er über Strukturen gemeinsam mit dem Duma-Abgeordneten Selimchan Alikojewitsch Muzojew einen großen Anteil an Silwinit für geschätzte 3 Mrd. US-Dollar von Pjotr Iwanowitsch Kondraschew gekauft.
Skurow ist Inhaber von 43 Patenten für verschiedene Erfindungen im Bereich des Kohlebergbaus.

## Vermögen
Im März 2013 schätzte Forbes sein Vermögen auf 1,7 Milliarden US-Dollar.

## Privates
Skurow ist verheiratet und hat zwei Söhne. Er lebt in Moskau.